# A magyar labdarúgó-válogatott mérkőzései 1969-ben
A magyar labdarúgó-válogatottnak 1969-ben nyolc találkozója volt, hét mérkőzés vb-selejtező és egy Svédország ellen barátságos meccs volt. Koppenhágában Albert Flórián a 36. percben ütközött a dán kapussal Engedahllal és térdszalagszakadást szenvedett. Eztuán 1971-ben és '72-ben még játszott néhányszor, de ez pályafutásának már csak árnyéka volt. Decemberben a Csehszlovákia elleni rájátszáson a világbajnokságra kijutás volt a tét, a magyar válogatott történetének egyik legszomorúbb vereségét szenvedte el, mivel ez az első alkalom volt, hogy nem jutott ki a csapat a legjobbak közé.
Szövetségi kapitány:
- Sós Károly

## Eredmények
440. mérkőzés – vb-selejtező
| 1969. május 25. |

| Magyarország             | 2–0             | Csehszlovákia |
| ------------------------ | --------------- | ------------- |
| Dunai II. 12' Albert 89' | (0–0) Részletek |               |

| Népstadion, Budapest Nézőszám: 80 000 Játékvezető: Aurel Bentu (ROM) |

441. mérkőzés – vb-selejtező
| 1969. június 8. |

| Írország   | 1–2             | Magyarország           |
| ---------- | --------------- | ---------------------- |
| Givens 60' | (0–1) Részletek | Dunai II. 24' Bene 80' |

| Lansdowne Road, Dublin Nézőszám: 30 000 Játékvezető: Vital Loraux (BEL) |

442. mérkőzés – vb-selejtező
| 1969. június 15. |

| Dánia                                     | 3–2             | Magyarország       |
| ----------------------------------------- | --------------- | ------------------ |
| O. Sørensen 4' Le Fevre 36' O. Madsen 63' | (2–2) Részletek | Bene 6' Farkas 39' |

| Indraets Park, Koppenhága Nézőszám: 50 000 Játékvezető: Kåre Sirevaag (NOR) |

443. mérkőzés – vb-selejtező
| 1969. szeptember 14. |

| Csehszlovákia                   | 3–3             | Magyarország                      |
| ------------------------------- | --------------- | --------------------------------- |
| Hagara 26' Kvašňák 51' Kuna 77' | (1–2) Részletek | Bene 9' Dunai II. 37' Fazekas 48' |

| Letná Stadion, Prága Nézőszám: 40 000 Játékvezető: Kurt Tschenscher (FRG) |

444. mérkőzés
| 1969. szeptember 24. |

| Svédország               | 2–0             | Magyarország |
| ------------------------ | --------------- | ------------ |
| Nicklasson 47' Ghran 62' | (0–0) Részletek |              |

| Råsunda Stadion, Stockholm Nézőszám: 18 000 Játékvezető: Ejner Espersen (DEN) |

445. mérkőzés – vb-selejtező
| 1969. október 22. |

| Magyarország           | 3–0             | Dánia |
| ---------------------- | --------------- | ----- |
| Bene 14' 87' Szűcs 29' | (2–0) Részletek |       |

| Népstadion, Budapest Nézőszám: 45 000 Játékvezető: Alfred Ott (FRG) |

446. mérkőzés – vb-selejtező
| 1969. november 5. |

| Magyarország                               | 4–0             | Írország |
| ------------------------------------------ | --------------- | -------- |
| Halmosi 30' Bene 50' Puskás 68' Kocsis 84' | (1–0) Részletek |          |

| Népstadion, Budapest Nézőszám: 25 000 Játékvezető: Ladislav Jakše (YUG) |

447. mérkőzés – vb-selejtező
| 1969. december 3. |

| Csehszlovákia                                             | 4–1             | Magyarország          |
| --------------------------------------------------------- | --------------- | --------------------- |
| Kvašňák 43' (11-esből) Fr. Veselý 59' Adamec 65' Jokl 81' | (1–0) Részletek | Kocsis 91' (11-esből) |

| Stade Vêlodrome, Marseille Nézőszám: 12 000 Játékvezető: Roger Machin (FRA) |